# Luci Veturi Filó (cònsol 220 aC)
Luci Veturi Filó (en llatí: Lucius Veturius L. F. Postumus N. Philo) va ser un magistrat romà.
Va ser elegit cònsol el 220 aC amb Gai Lutaci Catul. Els dos cònsols van avançar cap als Alps i van sotmetre molts pobles i ciutats sense lluita, però els detalls de l'expedició no són coneguts. El 217 aC va ser nomenat dictador per dirigir els comicis. El 210 aC era censor amb Publi Licini Cras Dives i va morir mentre exercia el càrrec.